# Treben
Treben é um município da Alemanha localizado no distrito de Altenburger Land, estado da Turíngia.  Treben é a sede do Verwaltungsgemeinschaft de Pleißenaue.